# 9265 Ekman
För andra betydelser, se Ekman (olika betydelser).
9265 Ekman eller 1978 RC9 är en asteroid i huvudbältet som upptäcktes den 2 september 1978 av den svenske astronomen Claes-Ingvar Lagerkvist vid La Silla-observatoriet i Chile. Den är uppkallad efter svenskarna Agnita och Arne Ekman.